# Arvid Spångberg
Arvid Fredrik Spångberg (* 3. April 1890 in Göteborg; † 11. Mai 1959 in New York City, Vereinigte Staaten) war ein schwedischer Wasserspringer.

## Erfolge
Arvid Spångberg startete bei den Olympischen Spielen 1908 in London im Turmspringen. In diesem erzielte er 74,00 Punkte, womit er den Wettkampf hinter seinen beiden Landsmännern Hjalmar Johansson und Karl Malmström auf dem dritten Platz beendete und die Bronzemedaille gewann.
Nach den Spielen wanderte Spångberg in die Vereinigten Staaten aus, wo er den Namen Fred Spongberg annahm. Er startete dort für den New York Athletic Club und gewann für diesen mehrere Wettbewerbe. Später wurde er Wasserspringtrainer und Wettkampfjuror. Er war dabei unter anderem beim Downtown AC, beim Ambassador Swimming Club in Los Angeles und beim Detroit Yacht Club tätig.